# Przełęcz Braniowska
Przełęcz Braniowska – przełęcz położona na terenie Pogórza Przemyskiego na wysokości 550 m n.p.m., pomiędzy szczytami Żupy (603 m n.p.m.) a nie posiadającym nazwy wierzchołkiem o wysokości 582 m n.p.m., oddzielając pasmo Pasmo Braniowa od Masywu Roztoki. Przez przełęcz nie biegnie żaden znakowany szlak turystyczny.